# Evloghievo, Plevna
Evloghievo (în bulgară Евлогиево) este un sat în comuna Nikopol, regiunea Plevna,  Bulgaria. 

## Demografie
Componența etnică a satului Evloghievo
     Bulgari (99,03%)
     Nicio identificare (0,96%)
     Altele (0%)
La recensământul din 2011, populația satului Evloghievo era de 104 locuitori. Din punct de vedere etnic, majoritatea locuitorilor (99,03%) erau bulgari. Pentru 0,96% din locuitori nu este cunoscută apartenența etnică.